# عذرة بن عبد الله الفهري
عُذرة بن عبد الله الفهري هو أحد رجال الأندلس الذين شاركوا عنبسة بن سحيم الكلبي في حملته على بلاد الغال، ثم قدّمه رجال الحملة قائدًا عليهم، ونجح في الانسحاب بهم إلى سبتمانيا بعد مقتل عنبسة في شعبان 107 هـ. ثم تولى أمارة الأندلس حتى مقدم يحيى بن سلامة الكلبي واليًا على الأندلس من قبل الخليفة الأموي هشام بن عبد الملك في شوال 107 هـ.